# Electro-magnetische-Polka
Electro-magnetische-Polka, op. 110, är en polka av Johann Strauss den yngre. Den framfördes första gången den 11 februari 1852 i Wien.

## Bakgrund
1820 upptäckte den danske fysikern Hans Christian Ørsted sambandet mellan elektricitet och magnetism då han lade märke till att en kompassnål rörde sig när han slöt en strömkrets. Samma år publicerade två andra vetenskapsmän (oberoende av varandra), den franske fysikern François Arago och den engelske kemisten Sir Humphry Davy, rön om att en roterande kopparplatta kunde magnetisera stålnålar och dra till sig järnfilspån. Det var dessa förberedande upptäckter som 1824 ledde till att William Sturgeon kunde konstruera den första användbara elektromagneten.

## Historia
Johann Strauss den yngre fick i början av 1852 i uppdrag av teknikstudenterna vid Wiens universitet att skriva ett musikstycke till den bal de skulle hålla den 11 februari 1852 i Sofienbad-Saal i Wien. För att möjligen visa att hans nya polka var specialskriven för deras bal gav han den titeln Electro-magnetische-Polka och den tillägnades studenterna.  

## Om polkan
Speltiden är ca 2 minuter och 5 sekunder plus minus några sekunder beroende på dirigentens musikaliska tolkning.